# Roberto Carlos (álbum de 1972)
Roberto Carlos é o décimo segundo álbum de estúdio do cantor e compositor Roberto Carlos, lançado em dezembro de 1972 pela gravadora CBS. O disco traz sucessos que viraram clássicos com o passar do tempo, como "Por Amor", "A Distância", "A Montanha" e "O Divã".
De acordo com o Nopem, foi o álbum mais vendido no Brasil em 1973. Seu maior destaque foi a faixa "Como Vai Você", composição dos irmãos Antônio Marcos e Mário Marcos, a qual foi a sexta música mais executada nas rádios em 1972.

## Histórico
Se o disco anterior introduziu de vez o cantor no universo da música romântica e ao mesmo tempo lhe serviu de elo transicional de sua fase soul, neste Roberto Carlos confirma definitivamente seu amadurecimento e a pulsação maior de sua veia lírica. Não é incomum analistas e críticos musicais se referirem a este álbum como "o mais melancólico de sua carreira" por conter faixas de cunho existencial/confessional como "À Janela" e "O Divã" e baladas bastante sentidas como "Por Amor", "A Distância" e "Você Já Me Esqueceu". Àquela altura, um homem casado e pai de três filhos (incluindo sua enteada Ana Paula, filha de Nice), Roberto ressalta as complexidades dessa convivência na faixa "Quando as Crianças Saírem de Férias" e fecha o disco com o reflexivo folk "Agora Eu Sei", composição dividida entre Edson Ribeiro e Helena dos Santos.

## Ficha técnica
Fonte:
- Produzido por Evandro Ribeiro
- Acompanhamento: Banda RC-7 e músicos de estúdio em orquestra de cordas e metais sob arranjo e regência do maestro Jimmy Wisner, exceto nas faixas 6 (Chiquinho de Morais) e 10 (Horace Hott)
- Gravado em junho e setembro de 1972 em 8 canais nos estúdios da CBS (Rio de Janeiro e Nova York)
- Técnicos: Eugênio (RJ), Laico e Waller (NY)
- Capa: Ilustração de Carlos E. Lacerda
- Contracapa: Foto de Armando Canuto

## Faixas
| Nº  | Título                              | Composição                      | Duração |
| --- | ----------------------------------- | ------------------------------- | ------- |
| 1.  | À Janela                            | Roberto Carlos-Erasmo Carlos    | 05:42   |
| 2.  | Como Vai Você                       | Antônio Marcos-Mario Marcos     | 04:06   |
| 3.  | Você é Linda                        | Roberto Carlos-Erasmo Carlos    | 04:29   |
| 4.  | Negra                               | Maurício Duboc-Carlos Colla     | 03:06   |
| 5.  | Acalanto                            | Dorival Caymmi                  | 02:52   |
| 6.  | Por Amor                            | Roberto Carlos-Erasmo Carlos    | 04:15   |
| 7.  | À Distância...                      | Roberto Carlos-Erasmo Carlos    | 04:31   |
| 8.  | A Montanha                          | Roberto Carlos-Erasmo Carlos    | 03:51   |
| 9.  | Você Já Me Esqueceu                 | Fred Jorge                      | 04:07   |
| 10. | Quando as Crianças Saírem de Férias | Roberto Carlos-Erasmo Carlos    | 03:50   |
| 11. | O Divã                              | Roberto Carlos-Erasmo Carlos    | 05:09   |
| 12. | Agora Eu Sei                        | Edson Ribeiro-Helena dos Santos | 03:59   |

## Certificações e vendas
| Região                                                       | Certificação | Unidades/vendas |
| ------------------------------------------------------------ | ------------ | --------------- |
| Brasil (PMB)                                                 | Diamante     | 1,000,000‡      |
| ‡vendas+valores de streaming baseados apenas na certificação |              |                 |